# Dan Guterman
Dan Guterman (18 luglio 1985) è uno sceneggiatore e produttore televisivo statunitense.
Tra il 1999 e il 2010 ha scritto per il sito satirico The Onion. Inoltre ha lavorato a The Colbert Report, Community e Rick and Morty. Guterman ha vinto due Emmy Awards, uno nel 2013 per The Colbert Report e uno nel 2018 per la terza stagione di Rick and Morty. Ha vinto anche un Annie Award nel 2018 per aver co-scritto l'episodio di Rick e Morty "A Ricklantide".

## Biografia
Nato in Brasile, Guterman si è interessato alla commedia quando si è trasferito a Montreal all'età di 7 anni dopo la visione di Saturday Night Live e The Kids in the Hall: una dimostrazione che, ha detto, lo "ha realmente spaventato", poiché la commedia in Brasile aveva un tono più spensierato.
Diventato lui stesso uno scrittore, Guterman successivamente definì la sua professione da commediografo asserendo: "Stai facendo una cosa molto creativa, spesso molto personale, ma ci si aspetta che tu la produca in un modo totalmente non creativo. Il mio lavoro è quello di sfornare commedie, che sono una cosa intangibile e temperamentale, ma con la velocità e la coerenza di una catena di montaggio". Dopo aver comunicato la sua presenza televisiva come scrittore in The Colbert Report e aver ricevuto un Emmy, Guterman ha iniziato a lavorare con Dan Harmon a Community per la sua quinta stagione. Questa relazione è continuata e nel 2015 per la sesta stagione di Community e la seconda stagione di Rick e Morty. Ha poi continuato a scrivere per la terza stagione di Rick and Morty, scrivendo l'episodio "A Ricklantide" e assistendo a molti altri. Guterman ha co-scritto "Gli spappamente di Morty", a cui si fa riferimento nell'episodio come sostituto della "TV via cavo interdimensionale".
Nel 2018, Guterman è stato assunto come consulente per lavorare su Inside Job, una nuova serie animata per Netflix.
Guterman ha lavorato anche a At Home With Amy Sedaris e Another Period, oltre che a vari film.
Oltre alla sua carriera di scrittore televisivo, Guterman ha scritto brevi articoli dal titolo "New Optical Illusions" per il New Yorker.

## Filmografia
Stampa
- The Onion (1999–2010) - scrittore, scrittore capo
- Our Dumb World: The Onion's Atlas of the Planet Earth, 73ª edizione (2007)
- America Again: Re-Becoming the Greatness We Never Weren't (2012)
- The Onion Book of Known Knowledge: A Definitive Encyclopaedia Of Existing Information (2013)

Televisione
- The Colbert Report (2011-2014) - sceneggiatore
- Community (2014-2015) – story editor esecutivo, sceneggiatore
  - Bondage e sessualità del maschio beta
  - Camper base e chiromanzia
- Rick and Morty (2015-2017) – produttore, co-produttore esecutivo, sceneggiatore
  - S.P.Q.R.: sono pazzi questi Ricks
  - Tv via cavo interdimensionale 2 (con Ryan Ridley e Justin Roiland)
  - A Ricklantide (con Ryan Ridley)[8]
  - Gli spappamente di Morty (con Mike McMahan, James Siciliano, Ryan Ridley, Justin Roiland e Dan Harmon)[9]
- Carol e la fine del mondo (2023) - creatore, sceneggiatore